# Guggelesgraben
Le Guggelesgraben (autrefois Neuberggraben) est une rivière de Basse-Franconie, affluent du Steinbach.

## Géographie
Le Guggelesgraben a sa source au sud-ouest de la pointe du triangle de Wurtzbourg que forme le Main, dans le quartier de Steinbachtal, sur la face sud-ouest du Nikolausberg à une altitude de 304 m.
Il coule 700 m vers le sud à travers une vallée étroite et boisée, disparaît dans le sol puis se jette au sud de la vallée du Steinbach, sur sa rive gauche.

## Milieu naturel
Le Guggelesgraben est classé monument naturel en 1939. En 1983, la réserve est limitée à environ cinq hectares.
Sur les rives, le charme est l'arbre le plus répandu. Près de l'estuaire, on trouve de vieux chênes. Il y a aussi des érables champêtres et planes, des hêtres, des chênes pédonculés, des ormes et des marronniers, notamment dans les zones ombragées. Au sol, du lierre, du Lamier jaune, des Geranium prévalent, mais ne sont pas si développés en raison de la pente raide et donc fortement ombragée.
Les arbres vieux, creux et renversés offrent un milieu de vie adapté à de nombreuses espèces d'oiseaux et d'insectes. De petits mammifères s'abritent dans les troènes et les prunelliers.

## Source, notes et références
- (de) Cet article est partiellement ou en totalité issu de l’article de Wikipédia en allemand intitulé « Guggelesgraben » (voir la liste des auteurs).